# Alikvotní tón

Harmonická řada obsahující základní tón a prvních šest alikvotních tónů

Alikvotní tón, nebo též vyšší harmonický tón, částkový tón je tón, který zní společně s tónem základním. Většinou se u každého tónu (zvuku) vyskytuje řada alikvotních tónů. Intenzita jednotlivých alikvotních tónů je to, co určuje charakteristickou barvu zvuku. Díky alikvotním tónům jsme schopni např. poslechem rozpoznat, o jaký hudební nástroj se jedná. Například nástroje s ostřejším zvukem (trubka, pozoun) mají silnější liché alikvotní tóny (první, třetí atd.), sudé alikvotní tóny dávají zvuku spíš teplo a měkkost.

## Princip vzniku alikvotních tónů
Pokaždé, když zní nějaký tón, je to proto, že pravidelně vibruje nějaká součást nástroje (struna, sloupec vzduchu, hlasivky atd). Nástroj (s výjimkou elektronického tónového generátoru generujícího čistý „sinus“) ale nikdy nevibruje pouze na základní frekvenci, tedy na frekvenci tónu, který slyšíme. Obvykle se chvěje ještě v celočíselných (tj. harmonických) nebo neceločíselných násobcích základní frekvence. Tyto násobky jsou frekvenční hodnoty alikvotních tónů. První alikvotní tón je tedy často na dvojnásobné frekvenci než základní tón, druhý trojnásobné atd. Alikvotní tóny vytvářejí řadu, ve které jsou intervaly mezi jednotlivými tóny stále menší a menší. To je důsledek faktu, že lidské ucho vnímá výšku zvuku logaritmicky. Každá další oktáva má dvojnásobnou frekvenci. Frekvence oktáv tedy rostou exponenciálně (v mocninách), kdežto frekvence alikvotních tónů rostou pouze lineárně (v násobcích). Specifická barva tónu každého nástroje pak závisí na různě intenzivním zastoupení jednotlivých alikvotních tónů v jeho zvuku.

## Alikvotní tóny v hudbě a hře na hudební nástroje
Alikvotní tóny jsou součástí téměř každého tónu, využívá se jich ve všemožných oblastech hudby.
- Na strunných nástrojích je možné je zahrát, když lehce podržíme strunu právě v polovině, třetině, čtvrtině atd. Takto zahraným tónům se říká flažolety. Lze je také zahrát speciální trsátkovou technikou, kdy drnkneme o strunu a současně jí palcem téže ruky jemně přejedeme. Podle místa drnknutí pak zazní jiný flažoletový (alikvotní) tón.
- Na alikvotní tóny velmi bohatým je třeba dechový nástroj australských domorodců – didgeridoo. Zesilováním určitých alikvotních tónů změnou tvaru ústní dutiny (zejména polohou jazyka) přidávají zkušenější hráči k základnímu tónu nástroje různé doprovodné prvky (např. jednoduché melodie znějící spolu se základním tónem).
- Alikvotní tóny vznikající pomocí brumle lze ovlivňovat změnou tvaru ústní dutiny. Hra na brumli je vlastně založená na manipulaci s nimi.
- Funkce některých kytarových efektů, jako je fuzz, booster, distortion, overdrive apod., je založena na zesílení vyšších harmonických tónů k základnímu tónu kytary, aby vznikl bohatší a zajímavější (barevnější, plnější) zvuk (zároveň dojde k přebuzení základního tónu a vzniku charakteristického efektu).
- Kombinace různých rejstříků varhan zdůrazňuje některé alikvóty a tím ovlivňuje barvu tónu.
- Na vědomém rozeznívání alikvotních tónů je založen také alikvotní zpěv. To je zpěv, který umožňuje zazpívat dva a více tónů současně zesílením alikvotních tónů přirozeně přítomných v hlasu. Zpěvák je však samozřejmě omezen zákony alikvotních tónů, takže nejmenší interval, který je možno zazpívat, je oktáva, tedy první alikvotní tón.
- U všech dechových nástrojů lze rozeznít výrazné alikvotní tóny pomocí přefukování základního tónu. U většiny z nich (např. různé druhy fléten) se využívá hlavně prvního alikvotního tónu k hře o oktávu výš. Hráč přefoukne o oktávu výš a uplatňuje pak stejné prstoklady jako v základní oktávě. Například slovenská fujara umožňuje pomocí 3 dírek zahrát dvě durové oktávy. Alikvotní tóny jsou také jedinými základními tóny, které lze bez použití mechaniky zahrát na žesťové dechové nástroje. Například signální trubka bez mechaniky může hrát pouze alikvotní tóny. Ostatní tóny jsou pak u většiny těchto nástrojů tvořeny buď prodlužováním délky nástroje (a tím snižování tónu) pomocí mechanicky připojovaných odboček, nebo celkovou změnou jeho délky (snižcový pozoun).

## Alikvotní tóny a hudební ladění
Frekvenční vztahy mezi alikvotními tóny jsou základem tzv. čistých ladění, která se v evropské hudbě používalo až do osmnáctého století. Vzhledem k tomu, že tato ladění komplikovala provádění harmonicky složitějších děl, evropská hudba je nahradila laděním temperovaným, které je založeno na matematickém rozdělení oktávy na dvanáct stejných dílů. Tímto krokem se otevřela cesta ke komponování velkých a složitých děl, snadné transpozici a také k snadnější souhře jednotlivých nástrojů. Někteří hudebníci se ale ve dvacátém století začali vracet k pythagorejskému ladění nebo jiným typům ladění. Částečně to bylo z touhy po experimentu, u některých také z přesvědčení, že přechodem na temperované ladění se z hudby vytratilo cosi velmi důležitého a že získané možnosti za tuto ztrátu nestojí.

Tabulka harmonie

Některé klavíry mívají vedle strunného chóru (dvou až čtyř strun ve stejné úrovni rozechvívaných údery kladívka) ještě další strunu (alikvotní), ležící mimo úroveň úderu kladívka, která je většinou bez dusítka. Pro ladění této alikvotní struny platí zvláštnosti v článku výše uvedené, přičemž se rozechvívá jen frekvenčním souzvukem (rezonancí).

## Efekt chybějícího základního tónu
Zajímavým psychoakustickým jevem je takzvaný efekt chybějícího základního tónu. V jádru spočívá v tom, že lidské ucho je zvyklé identifikovat frekvenci, tedy výšku tónu pomocí alikvotních tónů v něm obsažených. Bylo ale zjištěno, že člověk stále slyší stejný tón, i když je ze signálu odebrán tón základní a zůstanou pouze alikvotní tóny. Dokonce i po odebrání prvního alikvotního tónu člověk stále slyší stejný tón, ačkoliv průběh signálu je samozřejmě odlišný.
Tohoto poznatku je možno využít k různým účelům. Při konstrukci reproduktorů lze takto například rozšířit slyšený frekvenční rozsah uplatněním tohoto principu, aniž je reproduktor skutečně schopen vydávat tak hluboké tóny.
Podobně lze využít tohoto principu ve sborovém zpěvu. Když se zpěváci přesně vyladí do tónů, které by mohly být alikvotními tóny určitého tónu, tento tón bude slyšitelný, aniž bude akusticky přítomen. Mohou tak vlastně „zazpívat“ tóny až o oktávu nižší, než je rozsah jakéhokoli člena sboru.
Principiálně se jedná o tzv. intermodulační zkreslení, které vzniká v důsledku nelinearity lidského ucha (nelinearita převodu hydrodynamických dějů v hlemýždi na nervové vzruchy).
Obecně intermodulační zkreslení dvou tónů o frekvencích {\displaystyle f_{1}} a {\displaystyle f_{2}} produkuje kombinační tóny {\displaystyle f_{mn}=m.f_{1}\pm n.f_{2}}. Nejzřetelnější tón produkovaný zmíněnou nelinearitou je {\displaystyle f=f_{2}-f_{1}}.